# Wilfried Pallhuber
Wilfried Pallhuber (Rasun-Anterselva, 4 agosto 1967) è un allenatore di biathlon ed ex biatleta italiano.
È fratello della biatleta Siegrid e del ciclista Hubert, a loro volta atleti di alto livello.

## Biografia

### Carriera da biatleta
Residente ad Anterselva e soprannominato '"Willi the Kid", Pallhuber proviene da una delle più numerose famiglie di sportivi italiani, dove spicca per palmarès insieme ad Hubert, ex campione del mondo di mountain bike e in seguito commissario tecnico della nazionale italiana di questa specialità.
Pallhuber è stato membro della squadra azzurra di biathlon per oltre vent'anni, dal 1985 al 2007. In carriera ha partecipato a cinque edizioni dei Giochi olimpici invernali, da Albertville 1992 a Torino 2006. Come miglior risultato ha colto il nono posto nella gara individuale di San Sicario vinta da Michael Greis, oltre all'ottavo posto nella staffetta delle stesse Olimpiadi. Il suo successo individuale più prestigioso è stato quello dei Mondiali del 1997 a Osrblie, nella specialità dello sprint; l'anno prima, a Ruhpolding, aveva conquistato il settimo posto sempre nella medesima disciplina. La sua prima medaglia ai Mondiali era arrivata nel 1990 a Kontiolahti, in Finlandia, con l'oro nella staffetta.
Terzo nella classifica finale della Coppa del Mondo 1995, Pallhuber ha ottenuto cinque successi in gare di Coppa, oltre a quella iridata. Al termine della stagione 2006-2007, prossimo ormai ai quarant'anni, Pallhuber si è ritirato dall'attività agonistica.

### Carriera da allenatore
Fino alla stagione 2009-2010 Pallhuber ha allenato la nazionale italiana; dal 2010-2011 allena quella rumena.

## Palmarès

### Mondiali
- 6 medaglie:
  - 5 ori (staffetta a Minsk/Oslo/Kontiolahti 1990; gara a squadre a Lahti 1991; staffetta[2] a Borovec 1993; gara a squadre a Canmore 1994; sprint[2] a Osrblie 1997)
  - 1 bronzo (staffetta[2] a Osrblie 1997)

### Coppa del Mondo
- Miglior piazzamento in classifica generale: 3º nel 1995
- 11 podi (6 individuali, 5 a squadre[3]), oltre a quelli conquistati in sede iridata e validi anche ai fini della Coppa del Mondo:
  - 5 vittorie (individuali)
  - 2 secondi posti (a squadre)
  - 4 terzi posti (1 individuale, 3 a squadre)

#### Coppa del Mondo - vittorie
| Data            | Località    | Nazione  | Specialità |
| --------------- | ----------- | -------- | ---------- |
| 1992            | Novosibirsk | Russia   | SP         |
| 4 marzo 1993    | Lillehammer | Norvegia | IN         |
| 10 marzo 1994   | Hinton      | Canada   | IN         |
| 19 gennaio 1995 | Oberhof     | Germania | IN         |
| 5 dicembre 1996 | Östersund   | Svezia   | IN         |

Legenda:

IN = individuale

SP = sprint

### Campionati italiani
- 30 medaglie:
  -  12 ori
  -  9 argenti
  -  9 bronzi[senza fonte]